# 모투어
모투어(Motu)는 파푸아뉴기니 원주민인 모투인들이 사용하는 언어로, 중앙파푸아말단어군에 속한다. 현재 모투어는 수도인 포트모르즈비 주변 지역에서 주로 통용된다.
모투어가 간략화된 형태로서 뉴기니섬의 남동쪽 파푸아 지역에서 교역어로 발전한 '경찰 모투어'는 오늘날 히리 모투라고 알려져 있다. 독립 당시 히리 모투는 800개 이상의 파푸아뉴기니의 언어 중에서 톡 피신과 영어 다음으로 널리 쓰이는 언어였으나, 톡 피신 등에 밀려 수년간 사용이 감소하고 있다.
모투어는 말레이폴리네시아어파로 분류되며 폴리네시아어군 및 미크로네시아어군 언어들과 언어적으로 유사하다.

## 문법
모투어는 모음을 많이 사용한다는 점에서 전형적인 오스트로네시아어족 언어라고 할 수 있다. 모투어의 음절은 항상 모음으로 끝나고, 모음 앞에는 자음이 하나만 올 수 있다("자음군"은 허용되지 않는다). 모음은 (기본 음가 하나로 이루어진) 단순모음 또는 (둘 이상의 기본 음가로 이루어진) 이중모음이 올 수 있다. 단순모음은 /a, e, i, o, u/의 다섯 개가 있으며, 이중모음은 두 개의 단순모음을 이어붙여 적고 발음한다. 이중모음 /oi/ 와 /oe/, /ai/와 /ae/, /ao/와 /au/는 각각 서로 구별된다.
모투어 모어 화자들에게 ⟨r⟩과 ⟨l⟩은 하나의 음소를 이룬다. ⟨f⟩는 쓰이지 않고, 차용어에 해당 음가가 있는 경우 보통 ⟨p⟩로 적는다.
|        |        | 순음 | 치경음 | 연구개음 | 연구개음 | 성문음 |
| 단순   | 순음   | 순음 | 치경음 |          |          | 성문음 |
| ------ | ------ | ---- | ------ | -------- | -------- | ------ |
| 파열음 | 무성   | p    | t      | k        | kʷ       |        |
| 파열음 | 유성   | b    | d      | g        | gʷ       |        |
| 마찰음 | 마찰음 | v    | s      | ɣ        |          | h      |
| 비음   | 비음   | m    | n      |          |          |        |
| 접근음 | 접근음 |      | l      |          |          |        |
| 탄음   | 탄음   |      | ɺ      |          |          |        |

## 참고 문헌
- Dutton, Tom (1985). Police Motu: Iena Sivarai (its story). Port Moresby, Papua New Guinea: University of Papua New Guinea Press.
- Taylor, Andrew J. (1970). Syntax and phonology of Motu: a transformational approach.
- Lister-Turner, R and Clark, J.B. (1931), A Dictionary of the Motu Language of Papua, Second Edition (P. Chatterton, ed). Sydney, New South Wales: Government Printer.
- Brett, Richard; Brown, Raymond; Brown, Ruth and Foreman, Velma. (1962), A Survey of Motu and Police Motu. Ukarumpa, Papua New Guinea: SIL International.
- Wurm, S.A. and Harris, J.B., Police Motu, Canberra: SIL International, 1963